# Carl Friedrich Fischer (Pfarrer)
Carl Friedrich Fischer, auch Karl Friedrich Fischer (* 3. Januar 1809 in Lausigk; † 12. September 1894 in Glauchau), war ein evangelisch-lutherischer Pfarrer und Autor.

## Leben und Wirken
Nach der Schul- und theologischen Ausbildung wurde Fischer 1839 Diakon und 1850 Oberpfarrer in Frohburg. 1866 wechselte er in seinen Geburtsort Lausick, um an St. Kilian Oberpfarrer zu werden. 1875 wurde er emeritiert.
Er war Mitglied des Königlich Sächsischen Alterthumsvereins zu Dresden und des Osterländischen zu Altenburg.

## Publikationen
- Ueber Volksbibliotheken. Leipzig, 1845.
- Erndtepredigt. Zum Besten der Kirchenrestauration von Frohburg. Grimma, 1847.
- Rede am Constitutionsfeste, gehalten bei der Fahnenweihe der Communalgarde. 1848. In: Sächsische Kirchenzeitung, 1847 und 1848.
- Frohburg und seine Kirche im 30jähr. Kriege. Zum Besten der Kirchenrestauration. Pfarrer Mag. Placius in Frohburg (später Superintendent in Oschatz) oder Schattenriß eines geistlichen Hauses im 16. Jahrhundert. In: Mittheilungen des Königlichen Alterthums-Vereins zu Dresden.
- Die Besitzer von Frohburg. In: Weber’s Archiv für Sächs. Geschichte, 1865, 4. Bd., Heft 3.